# Konsultor
Als Konsultor (lateinisch consultor ‚Ratgeber‘) wird im katholischen Kirchenrecht ein Berater bezeichnet, der sein Amt in unterschiedlichen Funktionen und auf verschiedenen Ebenen in der Kirche ausübt.

## Römische Kurie
In der römischen Kurie sind Konsultoren als Berater der verschiedenen Dikasterien tätig. Die Richtlinien sind in der Apostolischen Konstitution Pastor Bonus Papst Johannes Pauls II. vom 28. Juni 1988 geregelt. Kleriker und Laien, „die sich durch Bildung und Klugheit auszeichnen, wobei, soweit es möglich ist, der Gesichtspunkt der Universalität beachtet werden soll“, werden vom Papst für fünf Jahre ernannt. Sie beraten das jeweilige Dikasterium einzeln in Form von schriftlichen Gutachten oder werden als Kollegium tätig.

## Konsultoren in der Diözese
Auf der Ebene einer Diözese ist ein Konsultorenkollegium (collegium consultorum)  vom Codex Iuris Canonici verbindlich vorgeschrieben. Seine Aufgaben können nach CIC can. 502 § 3 auf das Domkapitel übertragen werden; dies ist in allen Diözesen im deutschen Sprachraum der Fall. Das Kollegium besteht aus sechs bis zwölf Mitgliedern, die der Bischof aus dem Kreis der Angehörigen des Priesterrates für fünf Jahre frei ernennt. Vorsteher des Gremiums ist der Diözesanbischof, bei Sedisvakanz zunächst der älteste Priester des Kollegiums und, sobald er gewählt ist, der Diözesanadministrator. Der Bischof muss das Kollegium an bestimmten Entscheidungen beteiligen. Im Falle einer Sedisvakanz wirkt das Konsultorenkollegium bei der Neubestellung eines Bischofs mit. Der Diözesanbischof ergreift nach seiner Ernennung durch den Papst dadurch in kanonischer Form Besitz von seiner Diözese, dass er in eigener Person oder durch einen Vertreter dem Konsultorenkollegium das Apostolische Schreiben bezüglich seiner Ernennung vorzeigt (CIC can 382 § 3).
Zwei Konsultoren wirken als Vertrauensmänner des Diözesanklerus als Beisitzer in Absetzungs- und Versetzungsverfahren von Pfarrern mit und sind vom Diözesanbischof zu hören. Sie werden vom Priesterrat der Diözese bestimmt (CIC can. 1742 und 1750). Bis 1966 bestand hierfür das Amt des Pfarrkonsultors (parochi consultor), das im 1983 erneuerten Kirchenrecht nicht mehr enthalten ist. Der Pfarrkonsultor wurde auf Vorschlag des Bischofs von der Diözesansynode auf zehn Jahre gewählt.